# Томица Миљић
Томица Миљић или Томислав Милић (22. март 1948 – 18. март 2000) био је српски и југословенски музичар. У професионалним круговима се сматра једним од најталентованијих композитора народних кола свих времена.

## Биографија
Рођен је 22. марта 1948. године у Лапову. Његови родитељи потичу из Новог Села код Лапова. Почео је да свира на српској шесторедној дугметари. Како за ту врсту хармонике није постојала званична музичка школа прелази на клавирну. Упоредо са основном школом учио је и музичку школу. Касније се преселио из свог родног града на Карабурму у Београду, где је направио мали студио.
Прво професионално искуство стекао је у друштвима за културну уметност. Од 1965. године свира у ансамблима "Урошевић" и "Александрић". 1972. ствара сопствени ансамбл с којим је снимио многе композиције. Са Томицом је у то време свирао и његов велики пријатељ Слободан Боба Спасојевић, нећак чувеног хармоникаша Будимира Буце Јовановића. Био је првенствено посвећен оркестралном свирању и снимању многих народних песама и кола. По природи тих и ненаметљив, остао је у сенци познатих хармоникаша свог времена. Међутим, у професионалним круговима је био и остао познат као композитор који је својом инвентивношћу и оригиналним приступом извођењу далеко надмашио већину својих савременика. Објавио је више од 200 песама, кола и осталих композиција.
Познато је да је Драган Александрић своје чувено коло Враголанка нудио Томици Милићу, којег је сматрао најталентованијем хармоникашем и најбољим композитором народних кола. Милић га је са симпатијама одбио, учинивши му се да је коло превише једноставно. Током гостовања на ТВ Гранд у априлу 2021. године Драган Александрић је изјавио да је покојни Томица Миљић, са којим је свирао 20 година, најбољи хармоникаш свих времена који је свирао народну музику.
Преминуо је изненада 2000. године у Београду. Сахрањен је на гробљу Лешће.

## Дискографија
Популарне песме и аранжмани Томице Миљића
Са Миланчетом Радосављевићем
- Анђелија
- Жена плаве косе

Са Жиком Маринковићем Шумцем
- Једна суза на твом лицу
- Воденичарка

Са Радетом Петровићем
- Пастирица
- Куд се журиш, хеј животе
- Куће мале кречене у бело

Са Митром Мирићем
- Палим задњу цигарету
- Живела љубав

Са Маринком Роквићем
- Да волим другу не могу

Са Шекијем Турковићем
- Човек са срца два

Са Милошем Бојанићем
- Јовановић Рада

Са Драганом Мирковић
- Не враћам се старим љубавима

Са Хасаном Дудићем
- Црна жено са очима плавим

Са Вером Матовић
- Хајде да се будимо удвоје

Са Ипчетом Ахмедовским
- Еј ти ноћи сестро моја
- Стари другар глава луда

Са Јашаром Ахмедовским
- Дечак заљубљени

Са Срећком Јововићем
- Нек' ме не забораве девојке са Мораве
- Вратићу се једног дана

Са Ангелом Димовим
- Долазим ти мајко
- На кога си тако лепа

Са Савом Радусиновићем
- Срце моје дели се на двоје (Албум)